# Lauren Wilmoth
Lauren Michelle Wilmoth (* 23. Mai 1988 in Dallas, Texas) ist eine ehemalige US-amerikanische Fußballspielerin.

## Karriere

### Vereine
Wilmoth spielte in ihrer Jugendzeit zunächst von 2002 bis 2006 für die Dallas Texans North `88 Fußball. Darüber hinaus war sie auch Mitglied der Leichtathletik- und Cross-Country-Teams der Highschool, mit denen sie an Veranstaltungen teilnahm; sie war spezialisiert im 800-Meter-Lauf und in den 4 × 100-m- und 4 × 400-m-Staffeln. 
Nach ihrem Abschluss an der Highschool in Garland im Dallas County begab sie sich an die University of California in Westwood – ein Stadtteil von Los Angeles – um ein Studium zu beginnen. Während ihrer vierjährigen Studienzeit kam sie auch für das Sport-Team der Bildungseinrichtung, die Bruins, in 96 Meisterschaftsspielen der Big Ten Conference innerhalb der NCAA Division I zum Einsatz, in denen sie fünf Tore erzielte.
Nach Abschluss ihres Geschichtsstudiums gehörte sie dem in Santa Clara ansässigen FC Gold Pride in der Spielzeit 2010 an. In der von 2009 bis 2011 existierenden Women’s Professional Soccer, die seinerzeit höchste Spielklasse, kam sie zu Punktspielen und gewann mit ihrer Mannschaft am 26. September in Hayward das Meisterschaftsfinale gegen Philadelphia Independence mit 4:0.  

### Nationalmannschaft
Nachdem Wilmoth den Nachwuchsnationalmannschaften des USSF der Altersklassen U16 und U17 angehört hatte, spielte sie zuletzt für die U20-Nationalmannschaft. Mit ihr nahm sie am Fußballturnier im Rahmen der Panamerikanischen Spiele 2007 in Rio de Janeiro teil. Bei ihrem Einsatz im Finale am 26. Juli war sie mit ihrer Mannschaft der U20-Nationalmannschaft Brasiliens mit 0:5 unterlegen.
Mit der U21-Nationalmannschaft nahm sie am altersbezogenen Turnier um den Nordic-Cup 2006 in Norwegen teil und erreichte mit ihr das Finale, das mit 0:2 gegen die U21-Nationalmannschaft Deutschlands verloren wurde.
Vom 5. bis zum 12. März 2008 nahm sie mit der Mannschaft bei der Turnierpremiere um den Zypern-Cup teil. Sie bestritt das erste Spiel der Gruppe A, das am 5. März mit 2:1 gegen die A-Nationalmannschaften Schottlands gewonnen wurden, wie auch das am 7. März mit 0:2 verlorene und nicht in die Turnierwertung gelangte Spiel (der spielfreien Mannschaften) gegen die Nationalmannschaft Russlands. Am 12. März spielte sie 70 Minuten lang im Finale, das mit 2:3 gegen die Nationalmannschaft Kanadas in Nikosia verloren wurde. Die Spiele gegen die U-20-Mannschaft der USA werden von der FIFA nicht als offizielle Länderspiele gezählt.

## Erfolge
Nationalmannschaft
- Silbermedaille Panamerikanische Spiele 2007
- U21-Nordic-Cup-Finalist 2006

FC Gold Pride
- WPS-Meister 2010 (ohne Finaleinsatz)